# Heinrich Ortgies
Heinrich Ortgies (* um 1870 bei Jever, Niedersachsen; † März 1937) war ein deutscher Waffenkonstrukteur und Unternehmer.

## Leben
Heinrich Ortgies wurde als Sohn eines friesischen Bauern nahe Jever geboren. Nach einer Handelslehre ging er im Alter von 21 Jahren nach London, später arbeitete er für Waffenfabriken im russischen Sankt Petersburg sowie in Baku und Tiflis. Mit Beginn des Ersten Weltkrieges war er im belgischen Lüttich in der Rüstungsindustrie tätig und wurde aufgrund seiner Geschäftskontakte in den Nahen Osten türkischer Vizekonsul.

## Unternehmerische Tätigkeit
Heinrich Ortgies entwickelte 1916 die nach ihm benannte Ortgies-Pistole und ließ sie am  12. September 1916 patentieren. Diese Selbstladepistole galt seinerzeit als gelungener Entwurf in modernem Design, war außerdem sehr gut verarbeitet und kostengünstig. 1919 gründete er in Erfurt die Firma H. Ortgies & Co. und produzierte bis 1921 etwa 15.000 Pistolen der Kaliber 6,35 und 7,65 mm. Da seine Fabrik nicht in der Lage war, die wachsende Nachfrage zu befriedigen und seitens der Deutschen Werke AG ein attraktives Angebot für sein in der Wirtschaftskrise gut florierendes Unternehmen vorlag, verkaufte er 1921 Patent, Markenname, Werkzeug und Maschinen seiner Fabrik an die Deutsche-Werke AG Erfurt. Hier wurden bis 1924 noch etwa 431.000 Ortgies-Pistolen der Kaliber 6,35, 7,65 und 9 mm produziert, von denen viele in den Export nach Nord-, Mittel- und Südamerika gingen.

## Weitere Patente
Ortgies meldete in Deutschland, Belgien, Österreich, Tschechoslowakei, Schweiz, Großbritannien und den Vereinigten Staaten mehrere Patente zu technischen Details seiner Pistole an.
- deutsches Patent Nr. 307635 (4. Juli 1916), (belgisches Patent 272251, US-Patent 1.403.705, britisches Patent 146422)
- belgisches Patent Nr. 272249 (10. Mai 1917) für die Ausführung der Schieber-Demontage
- belgisches Patent Nr. 272250 (10. Mai 1917), (US-Patent 1386197 „Self-loading pistol“[2])
- belgisches Patent Nr. 272252 (10. Mai 1917) für die Ausführung zur Befestigung der Griffschalen
- belgisches Patent Nr. 272253 (10. Mai 1917), (österreichisches Patent 79155)
- belgisches Patent Nr. 272254 (10. Mai 1917) für die Ausführung der Magazin-Verriegelung
- deutsches Patent Nr. 349063 (18. Juni 1918) „Selbsttätige Feuerwaffe“,[3] (US-Patent 1382313,[4] britisches Patent 146423, Schweizer Patent 97083, österreichisches Patent 79211)
- deutsches Patent Nr. 319693 (27. September 1918) für die Ausführung zur Befestigung der Griffschalen (US-Patent 1399224, britisches Patent 146424)
- deutsches Patent Nr. 347573 (3. Juni 1920), (österreichisches Patent 79151)
- deutsches Patent Nr. 393629 (9. April 1921), (US-Patent 1437543, britisches Patent 178102)